# Папунашвили, Георгий
Георгий Папунашвили (груз. გიორგი პაპუნაშვილი; 2 сентября 1995, Тбилиси, Грузия) — грузинский футболист, полузащитник.

## Клубная карьера
Георгий является воспитанником тбилисского «Динамо», за основной состав которого он дебютировал в 2013 году. В сезоне 2014/15 стал лучшим бомбардиром «Динамо», забив 14 мячей. 27 июля 2015 года был взят в аренду бременским «Вердером» и начал выступать за его вторую команду в Третьей Лиге.

## Карьера в сборной
Георгий был в составе юношеской сборной Грузии, занявшей третье место на Чемпионате Европы по футболу 2012 среди юношей до 17 лет. 14 октября 2014 года дебютировал за главную сборную Грузии в матче против Гибралтара.

## Достижения
- Чемпион Грузии: 2013/14
- Обладатель Кубка Грузии: 2013/14, 2014/15
- Обладатель Суперкубка Грузии: 2014